# Waterlooplein

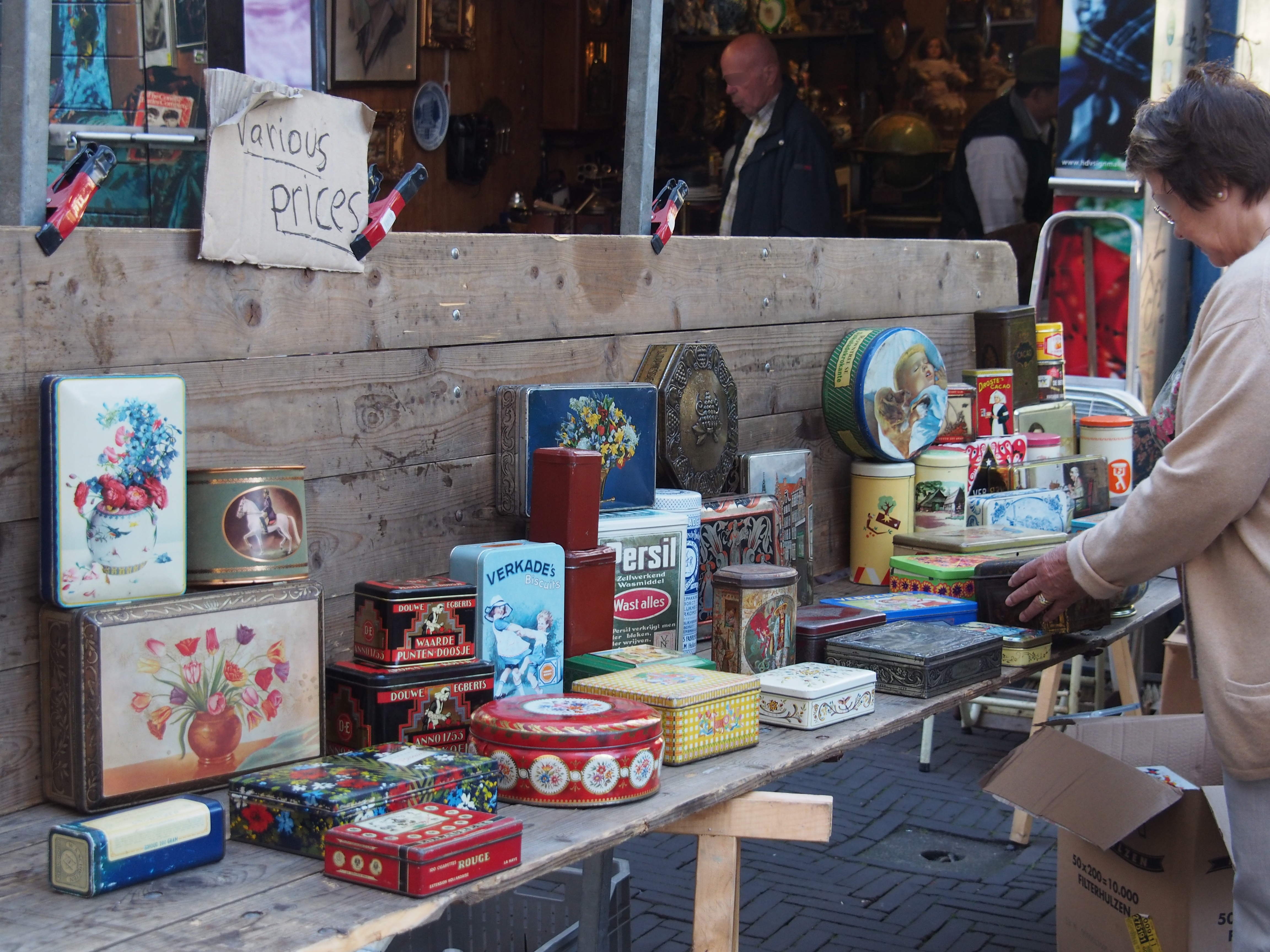
Vista de un puesto del mercadillo de Waterlooplein en 2013.

Waterlooplein es una plaza situada en el centro de la ciudad de Ámsterdam, Países Bajos, cerca del río Amstel. El mercadillo diario que se celebra en esta plaza es bastante popular, especialmente para los turistas. Los edificios más destacados de esta plaza son El Stopera, que alberga el ayuntamiento y el teatro de ópera de la ciudad y la iglesia de Mozes en Aäronkerk.
Waterlooplein se creó en 1882 cuándo se rellenaron los canales de Leprozengracht y Houtgracht. La plaza debe su honor a la batalla de Waterloo celebrada en 1815.
Se convirtió en sede de un mercado cuándo en 1893, el gobierno de ciudad decidió que los mercaderes judíos de las cercanas calles de Jodenbreestraat y Sint Antoniebreestraat trasladaron sus puestos a esta plaza. 
Durante la Segunda Guerra Mundial, la ocupación nazi vació el barrio judío y el mercado de Waterlooplein desapareció en 1941. El mercado actualmente tiene unos 300 puestos y está abierto todos los días excepto los domingos.
En 2005, el Museo Histórico Judío presentó una exposición de pinturas y fotografía que describían Waterlooplein. La exposición incluía trabajos de Wolfgang Suschitzky, Max Liebermann y Oskar Kokoschka.
Waterlooplein es parada de las líneas 51, 53 y 54 del Metro de Ámsterdam.